# Morgan Crofton
Morgan William Crofton (1826-1915) va ser un matemàtic britànic.

## Vida i Obra
Crofton era fill d'un pastor anglicà, però ell es va convertir al catolicisme entorn de 1853. Havia estudiat en el Trinity College (Dublín) on, en graduar-se el 1847, va obtenir les millors notes en matemàtiques. De 1849 a 1852 va ser professor del Queen's College de Galway, lloc al que va resignar per la seva conversió. Als anys següents va estar a França, on va ser professor de diversos col·legis jesuïtes.
El 1856 va retornar a la Gran Bretanya, on va ser nomenat professor ajudant de matemàtiques de la Reial Escola Militar de Woolwich (Londres) on estava James Joseph Sylvester a qui va acabar succeint com a professor titular quan aquest es va retirar el 1870.
Crofton és conegut, sobre tot, per la fórmula de Crofton, publicada el 1868 i que s'utilitzava per calcular integrals complicades. El seu article sobre Probabilitat de la novena edició de l'Encyclopaedia Britannica, també va tenir força influència en el desenvolupament posterior d'aquesta disciplina.